# الانتخابات العامة الإكوادورية 1978–1979
الانتخابات العامة الإكوادورية 1978–1979 هي الانتخابات الرئاسية التي جرت في 29 أبريل 1979
16 يوليو 1978، لانتخاب رئيس الإكوادور، فاز بالانتخابات Jaime Roldós Aguilera ‏.